# Województwo wileńskie (II Rzeczpospolita)

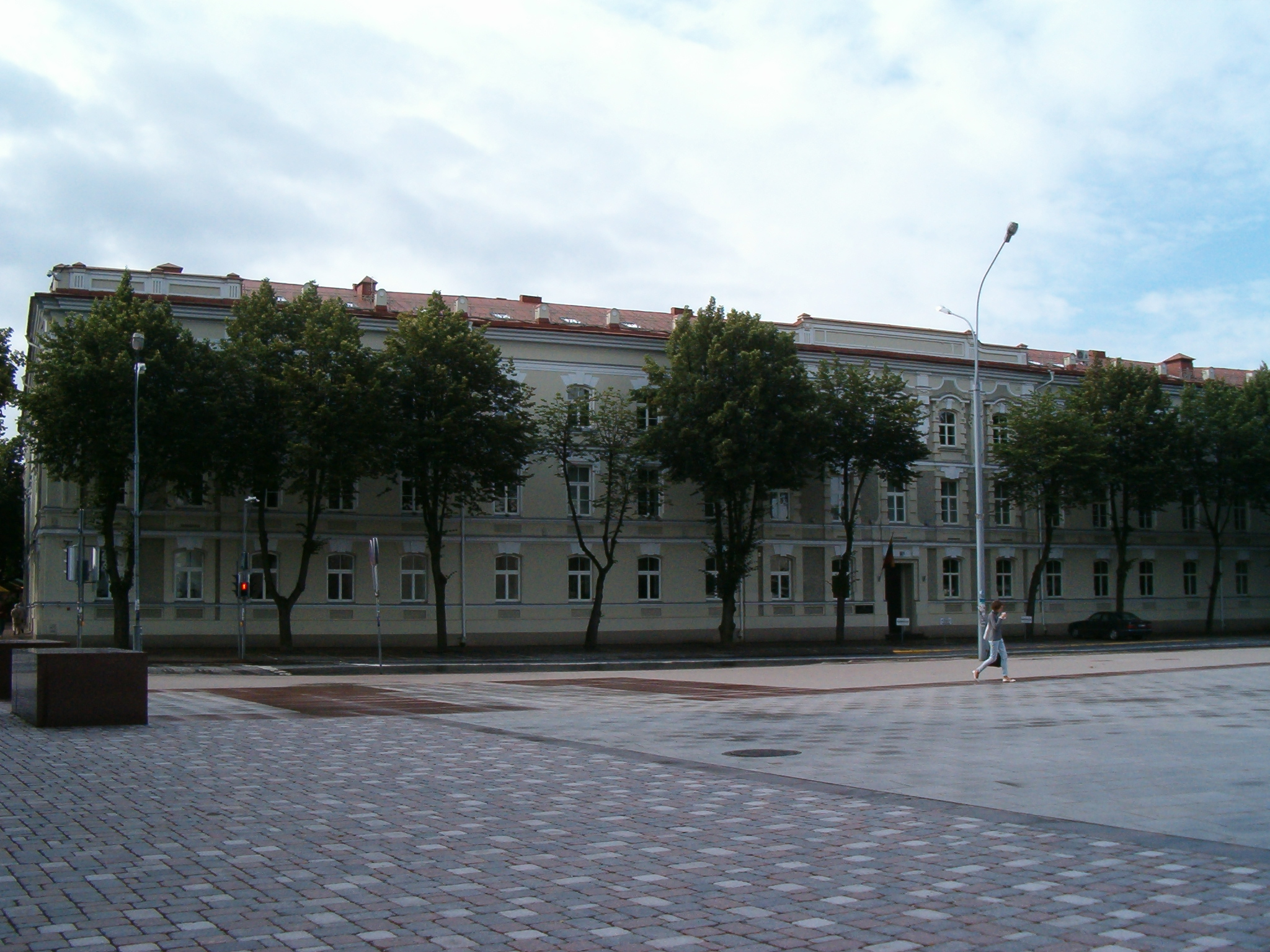
Urząd Wojewódzki Wileński w Wilnie – widok współczesny

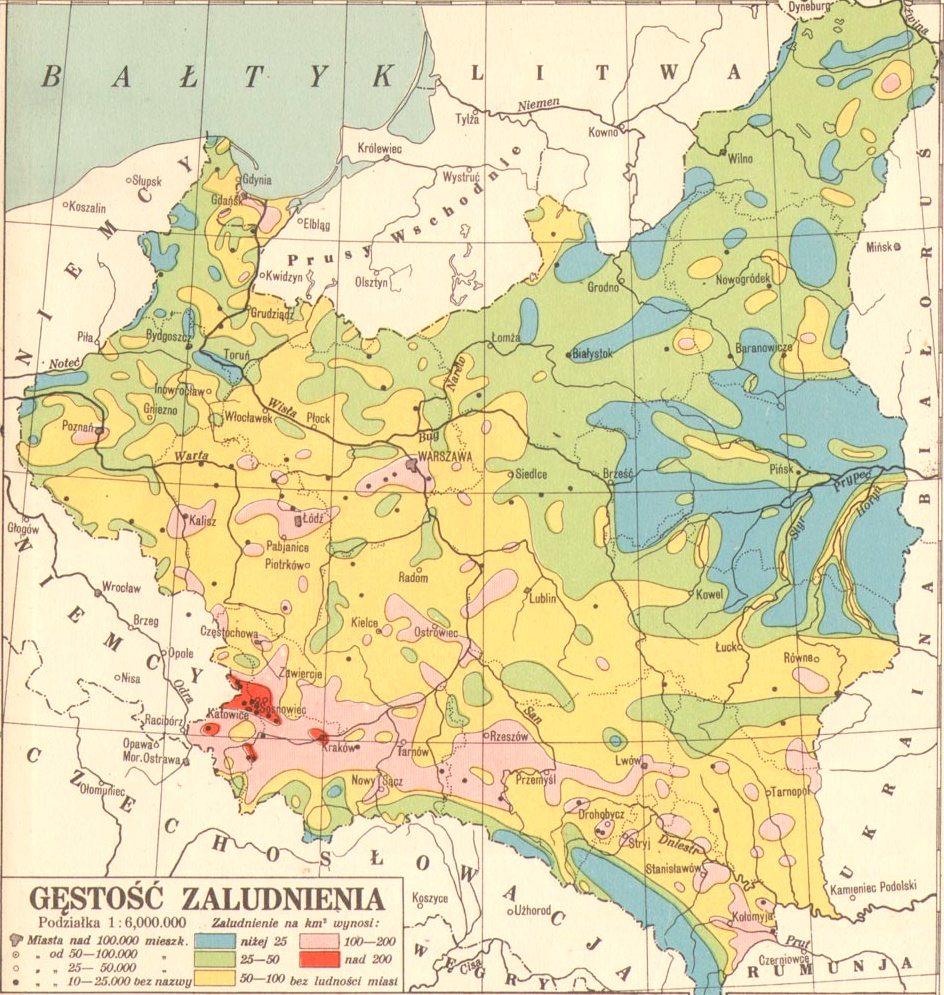
Polska, gęstość zaludnienia, 1931

Województwo wileńskie – województwo II Rzeczypospolitej istniejące w latach 1926–1939 ze stolicą w Wilnie.
Główne miasta (liczba ludności z 1931 roku): Wilno (195 071), Nowa Wilejka (8680), Głębokie (7407), Oszmiana (7340), Mołodeczno (5965), Święciany (5906), Wilejka (5720) i Dzisna (4808).
Większość terytorium przyłączona została do Polski jako tzw. Litwa Środkowa, decyzją tamtejszego sejmu, wbrew woli marszałka Piłsudskiego, który chciał zachować pozory federacji. Formalnie powołane do życia dopiero w 1926 jako ostatnie województwo II RP (od 13 kwietnia 1922 do 20 stycznia 1926 terytorium to było znane jako Ziemia Wileńska).

## Demografia
Zamieszkane było w większości przez Polaków (59,7%) i Białorusinów (22,7%) z niewielką domieszką Żydów, Litwinów, Rosjan i Karaimów. Co do stosunków wyznaniowych 62,5% było wyznania rzymskokatolickiego, 25,4% prawosławnego, 8,7% mojżeszowego, 3,4% przypada na inne wyznania.
Wilno było piątym co do wielkości miastem w Polsce (w 1939 liczyło 195 tys. mieszkańców). Województwo wileńskie miało 14 miast, 103 gminy wiejskie i dzieliło się na 8 powiatów: brasławski (4218 km²), dziśnieński (3908 km²), mołodeczański (1876 km²), oszmiański (2352 km²), postawski (3114 km²), święciański (4037 km²), wilejski (3421 km²), wileńsko-trocki (6183 km²). Miasta powiatowe: Wilno (190 172 mieszk.), Brasław (1587 mieszk.), Dzisna (4413 mieszk.), Mołodeczno (1997 mieszk.), Oszmiana (6000 mieszk.), Postawy (974 mieszk.), Święciany (6000 mieszk.), Wilejka (3417 mieszk.).
W 1939 r. województwo podzielono między ZSRR a Republikę Litewską, a polskie władze działały w podziemiu. Delegatem był od marca 1942 dr Zygmunt Fedorowicz Albin.

### Ludność województwa wileńskiego w 1931 r. w powiatach według deklarowanego języka ojczystego[6]
| Województwo wileńskie |           |                  |                  |                 |                 |                 |
| Powiat                | Łącznie   | Polacy           | Białorusini      | Litwini         | Żydzi           | inni            |
| brasławski            | 143 161   | 93 958 (65,63%)  | 23 138 (16,16%)  | 3 490 (2,44%)   | 7 181 (5,02%)   | 15 394 (10,75%) |
| dziśnieński           | 159 886   | 62 282 (38,95%)  | 79 984 (50,03%)  | 161 (0,10%)     | 11 762 (7,36%)  | 5 697 (3,56%)   |
| mołodeczański         | 91 285    | 35 523 (38,91%)  | 49 012 (53,69%)  | 5 (0%)          | 5 789 (6,34%)   | 956 (1,05%)     |
| oszmiański            | 104 612   | 84 951 (81,21%)  | 10 149 (9,70%)   | 1 562 (1,49%)   | 6 721 (6,42%)   | 1 229 (1,17%)   |
| postawski             | 99 907    | 47 917 (47,96%)  | 47 707 (47,75%)  | 84 (0%)         | 2 683 (2,69%)   | 1 516 (1,52%)   |
| święciański           | 136 475   | 68 441 (50,15%)  | 8 062 (5,91%)    | 42 993 (31,50%) | 7 654 (5,61%)   | 9 325 (6,83%)   |
| wilejski              | 131 070   | 59 477 (45,38%)  | 64 337 (49,09%)  | 30 (0%)         | 5 934 (4,53%)   | 1 292 (0,99%)   |
| wileńsko-trocki       | 214 472   | 180 546 (84,18%) | 5 549 (2,59%)    | 16 934 (7,90%)  | 6 508 (3,03%)   | 4 935 (2,30%)   |
| Wilno (miasto)        | 195 071   | 128 628 (65,94%) | 1 737 (0,89%)    | 1 579 (0.81%)   | 54 596 (27,99%) | 8 531(4,37%)    |
| Ogółem:               | 1 275 939 | 761 723 (59,70%) | 289 675 (22,70%) | 66 838 (5,24%)  | 108 828 (8,53%) | 48 875 (3,83%)  |

### Struktura demograficzna (1931)[2]
Liczba ludności (dane z 9 grudnia 1931):
|        | Ogółem    | Ogółem | Kobiety | Kobiety | Mężczyźni | Mężczyźni |
| osób   | %         | osób   | %       | osób    | %         |           |
| ------ | --------- | ------ | ------- | ------- | --------- | --------- |
| Ogółem | 1 275 939 | 100    | 661 773 | 51,87   | 614 166   | 48,13     |
| Miasto | 261 272   | 20,48  | 141 712 | 11,11   | 119 560   | 9,37      |
| Wieś   | 1 014 667 | 79,52  | 520 061 | 40,76   | 494 606   | 38,76     |

▶Wieś vs ▶miasto
Ogółem (▶k, ▶m)
Miasto (▶k, ▶m)
Wieś (▶k, ▶m)

## Wojewodowie wileńscy w II Rzeczypospolitej
13 kwietnia 1922 – 19 stycznia 1926 – jako Ziemia Wileńska – od 20 stycznia 1926 – województwo wileńskie
Delegaci Rządu
- Władysław Sołtan 4 lutego 1922 – 6 kwietnia 1922
- Walery Roman 6 kwietnia 1922 – 29 sierpnia 1924
- Władysław Raczkiewicz 29 sierpnia 1924 – 14 czerwca 1925
- Olgierd Malinowski 22 grudnia 1925 – 25 maja 1926 (p.o.)

Wojewodowie
- Władysław Raczkiewicz 18 maja 1926 – 20 czerwca 1931
- Stefan Kirtiklis 20 grudnia 1930 – 20 czerwca 1931
- Zygmunt Beczkowicz 20 czerwca 1931 – 27 stycznia 1933
- Marian Styczniakowski 27 stycznia 1933 – 16 lutego 1933 (p.o.)
- Władysław Jaszczołt 16 lutego 1933 – 13 października 1935
- Marian Styczniakowski 14 października 1935 – 4 grudnia 1935 (p.o.)
- Ludwik Bociański 4 grudnia 1935 – 19 maja 1939
- Artur Maruszewski 19 maja 1939 – 18 września 1939

Delegat rządu na okręg wileński
- dr Zygmunt Fedorowicz marzec 1942 - sierpień 1944

## Miasta i miasteczka
Określenie miasto miało w latach międzywojennych trojakie znaczenie. Mogło odnosić się wyłącznie do charakteru prawnego miejscowości (a więc typu jednostki administracyjnej), co nie znaczyło automatycznie że „miasto administracyjne” faktycznie posiadało prawa miejskie. Podstawą zaliczenia danej miejscowości do grupy miast było tzw. kryterium administracyjne, jako najbardziej odpowiadające rozwojowi stosunków i życia. Mimo że większość miast prawnych prawa miejskie posiadała, wiele z nich miało zaledwie prawa miasteczka a niektóre miasta (Nisko, Borysław, Tustanowice) były wręcz wsiami.
Odwrotnie wiele miasteczek, a nawet miast – a więc faktycznie posiadających prawa miasteczka bądź prawa miejskie – było wsiami w gminach wiejskich. Jednostki te w ogólnych publikacjach nie są zaliczane do miast (a więc nie wpływają na liczbę miast województwa), co jednak lekceważy fakt posiadania praw miasteczka/praw miejskich (poniższa tabela je uwzględnia z zachowaną dystynkcją).
Wreszcie, niektóre miejscowości posiadały w nazwie wyraz Miasto – pisany wielką literą – mimo braku praw miejskich (np. Pruchnik Miasto, Waręż Miasto, Tartaków Miasto). Wyraz ten stanowił integralną część nazwy miejscowości (choć nie przesądzał bynajmniej jej charakteru topograficznego) aby odróżnić ją od innej (topograficznie wiejskiej) miejscowości o identycznej nazwie w tej samej okolicy (np. Pruchnik-Wieś, Waręż-Wieś, Tartaków-Wieś).
Za II Rzeczypospolitej do pocztu miast (gmin miejskich) zaliczano różne grupy miejscowości zależnie od obszaru dawnego zaboru, w których się znajdowały. W województwach wschodnich byłego zaboru rosyjskiego (m.in. na Wileńszczyźnie) po odzyskaniu niepodległości panowało zamieszanie co do charakteru prawnego miejscowości posiadających prawa miejskie/miasteczka. Sprawa ta została częściowo uregulowana różnymi rozporządzeniami, lecz przepisy były tylko częściowo wykonywane. Ostatecznie na omawianym obszarze:
- Za miasta (prawne) uznano wszelkie miejscowości, które za czasów rosyjskich posiadały ustrój miejski, o ile liczą więcej niż 4 000 mieszkańców
- Za miasteczka (prawne) uznano wszelkie miejscowości o charakterze miasteczkowym z liczbą mieszkańców od 2 000 do 4 000 mieszkańców
- Za miasta/miasteczka (prawne) uznano także wszelkie inne miejscowości, na które ustawa miejska (względnie tymczasowa ustawa miejska) została rozciągnięta indywidualnymi rozporządzeniami Komisarza Generalnego Ziem Wschodnich[16]

Jednakże, przepisy te były tylko częściowo wykonywane. Stan faktyczny nie zgadzał się często ze stanem prawnym, co spotykało się ze znacznymi rozbieżnościami między realiami a oficjalnymi statystykami miast.
Terytorium o nazwie Ziemia Wileńska (obszar dotychczasowej Litwy Środkowej oraz części byłego polsko-litewskiego pasa neutralnego) składające się z miasta Wilna oraz powiatów wileńskiego, oszmiańskiego, święciańskiego, trockiego i brasławskiego zostało wcielone do Polski 13 kwietnia 1922 roku na mocy ustawy z 6 kwietnia 1922 roku. Równocześnie do Ziemi Wileńskiej przyłączono powiaty dziśnieński, duniłowiczowski i wilejski z sąsiedniego województwa nowogródzkiego. Z powodu specyfiki polityczno-terytorialnej Ziemi Wileńskiej dla obszaru tego – w przeciwieństwie do pozostałych województw Polski – nie wydano w latach 20. pełnego skorowidzu opartego na spisie ludności z 1921 roku, jedynie dla powiatów brasławskiego, duniłowickiego, dziśnieńskiego i wilejskigo, które w latach 1921–22 wchodziły w skład województwa nowogródzkiego, po czym na mocy ustawy z 6 kwietnia 1922 zostały 13 kwietnia 1922 włączone do Ziemi Wileńskiej (przekształconej 20 stycznia 1926 w województwo wileńskie). Dlatego też poniższy spis oparty jest na późniejszym, unormowanym już stanie z 1938 roku, a dane ludnościowe pochodzą ze spisu z 9 grudnia 1931 roku. Należy pamiętać, że podział administracyjny, zarówno na szczeblu gminnym jak i powiatowym znacznie się różnił od stanu z początku lat 20. Ponadto, nastały pewne, choć niewielkie, rozbieżności co do liczby miasteczek. Przypadki zaliczenia pewnych miejscowości do grona miasteczek jako takie w skorowidzu z 1923 (a także w pracy naukowej Wandy Rewieńskiej) ale już nie w wykazie z 1938, zostały jednak uwzględnione.
W poniższej sortowalnej tabeli umieszczono wszystkie miasta i miasteczka (stan na 1938 rok) z podziałem na charakter prawny (rodzaj jednostki administracyjnej) i przywileje (prawa miejskie/miasteczka).

### Wykaz
Stan ludności: na 9 grudnia 1931 roku (niezależnie od statusu jednostki w 1938 roku)

Główne źródło: Wykaz miejscowości Rzeczypospolitej Polskiej - Tom I - Województwo Nowogródzkie, Główny Urząd Statystyczny Rzeczypospolitej Polskiej, Warszawa, 1 maja 1938

Źródło uzupełniające: Skorowidz miejscowości Rzeczypospolitej Polskiej - Tom VII - Ziemia Wileńska, Część II (Powiaty: Brasław, Duniłowicze, Dzisna i Wilejka, Główny Urząd Statystyczny Rzeczypospolitej Polskiej, Warszawa 1923
Rewieńska, Wanda (1938). Miasta i miasteczka w północno-wschodniej Polsce. Położenie topograficzne, rozplanowanie, fizjognomia. Wilno

 ʘ = występuje jako miasteczko tylko w Skorowidzu GUS z 1923 roku

 ® = występuje jako miasteczko tylko u Wandy Rewieńskiej (1938)

 ► = status miejski utracony przed 1937 rokiem
| Herb | Miejscowość                     | Charakter prawny | Przywileje       | Powiat           | Gmina            | Liczba mieszk. |
| ---- | ------------------------------- | ---------------- | ---------------- | ---------------- | ---------------- | -------------- |
|      | Balingródek                     | Wieś             | Miasteczko       | święciański      | Kiemieliszki     | 33             |
|      | Bezdany                         | Wieś             | Miasteczko       | wileńsko-trocki  | Niemenczyn       | 308            |
|      | Bienica                         | Wieś             | Miasteczko       | mołodecki        | Bienica          | 252            |
|      | Bobrowszczyzna (Bobrujszczyzna) | Wieś             | Miasteczko       | dziśnieński      | Plisa            | 63             |
|      | Boruny                          | Wieś             | Miasteczko       | oszmiański       | Kucewicze        | 366            |
|      | Brasław                         | Wieś             | Miasteczko       | brasławski       | Brasław          | 3099           |
|      | Budsław                         | Wieś             | Miasteczko       | wilejski         | Budsław          | 1320           |
|      | Bujwidze                        | Wieś             | Miasteczko       | wileńsko-trocki  | Mickuny          | 109            |
|      | Bystrzyca Nadwilejska           | Wieś             | Miasteczko       | wileńsko-trocki  | Worniany         | 461            |
|      | Cejkinie                        | Wieś             | Miasteczko       | święciański      | Mielegiany       | 152            |
|      | Daniuszewo (®)                  | Wieś             | Miasteczko       | wilejski         | Żodziszki        | 264            |
|      | Dokszyce                        | Miasto           | Miasto           | dziśnieński      | –                | 3269           |
|      | Dołhinów                        | Wieś ►           | Miasteczko       | wilejski         | Dołhinów         | 3181           |
|      | Druja                           | Wieś ►           | Miasteczko       | brasławski       | Druja            | 3375           |
|      | Dryhuczki                       | Wieś             | Miasteczko       | dziśnieński      | Mikołajów        | 23             |
|      | Dryświaty                       | Wieś             | Miasteczko       | brasławski       | Dryświaty        | 375            |
|      | Dukszty                         | Wieś             | Miasteczko       | święciański      | Dukszty          | 1689           |
|      | Duniłowicze                     | Wieś             | Miasteczko       | postawski        | Duniłowicze      | 1772           |
|      | Dziewieniszki                   | Wieś             | Miasteczko       | oszmiański       | Dziewieniszki    | 1333           |
|      | Dzisna                          | Miasto           | Miasto           | dziśnieński      | –                | 4808           |
|      | Gierwiaty                       | Wieś             | Miasteczko       | wileńsko-trocki  | Gierwiaty        | 373            |
|      | Głębokie                        | Miasto           | Miasto           | dziśnieński      | –                | 7407           |
|      | Gródek Mołodecki                | Wieś             | Miasteczko       | mołodecki        | Gródek           | 1690           |
|      | Graużyszki                      | Wieś             | Miasteczko       | oszmiański       | Graużyszki       | 361            |
|      | Hermanowicze                    | Wieś             | Miasteczko       | dziśnieński      | Hermanowicze     | 738            |
|      | Hoduciszki                      | Wieś             | Miasteczko       | święciański      | Hoduciszki       | 1536           |
|      | Holszany                        | Wieś             | Miasteczko       | oszmiański       | Holszany         | 1926           |
|      | Hruzdowo                        | Wieś             | Miasteczko       | postawski        | Hruzdowo         | 347            |
|      | Hołubicze                       | Wieś             | Miasteczko       | dziśnieński      | Hołubicze        | 387            |
|      | Ignalino                        | Wieś             | Miasteczko       | święciański      | Daugieliszki     | 1538           |
|      | Ikaźń                           | Wieś             | Miasteczko       | brasławski       | Przebrodzie      | 480            |
|      | Ilia                            | Wieś             | Miasteczko       | wilejski         | Ilia             | 1333           |
|      | Jaszuny                         | Wieś             | Miasteczko       | wileńsko-trocki  | Soleczniki       | 258            |
|      | Jazno                           | Wieś             | Miasteczko       | dziśnieński      | Jazno            | 341            |
|      | Jody                            | Wieś             | Miasteczko       | brasławski       | Jody             | 744            |
|      | Kiemieliszki                    | Wieś             | Miasteczko       | święciański      | Kiemieliszki     | 714            |
|      | Kluszczany                      | Wieś             | Miasteczko       | święciański      | Żukojnie         | 124            |
|      | Kobylnik                        | Wieś             | Miasteczko       | postawski        | Kobylnik         | 965            |
|      | Kołtyniany                      | Wieś             | Miasteczko       | święciański      | Kołtyniany       | 289            |
|      | Komaje                          | Wieś             | Miasteczko       | święciański      | Komaje           | 485            |
|      | Konstantynów Świrski            | Wieś             | Miasteczko       | święciański      | Świr             | 257            |
|      | Konwaliszki                     | Wieś             | Miasteczko       | oszmiański       | Dziewieniszki    | 180            |
|      | Kościeniewicze Wilejskie        | Wieś             | Miasteczko       | wilejski         | Kościeniewicze   | 247            |
|      | Kozaczyzna                      | Wieś             | Miasteczko       | święciański      | Dukszty          | 83             |
|      | Koziany                         | Wieś             | Miasteczko       | brasławski       | Bohiń            | 692            |
|      | Kraśne n. Uszą                  | Wieś             | Miasteczko       | mołodecki        | Kraśne           | 1878           |
|      | Krewo                           | Wieś             | Miasteczko       | oszmiański       | Krewo            | 1882           |
|      | Krzywicze                       | Wieś             | Miasteczko       | wilejski         | Krzywicze        | 901            |
|      | Kurzeniec                       | Wieś             | Miasteczko       | wilejski         | Kurzeniec        | 1765           |
|      | Landwarów                       | Wieś             | Miasteczko       | wileńsko-trocki  | Troki            | 2287           |
|      | Lebiedziewo                     | Wieś             | Miasteczko       | mołodecki        | Lebiedziewo      | 2092           |
|      | Leonpol                         | Wieś             | Miasteczko       | brasławski       | Leonpol          | 482            |
|      | Ławaryszki                      | Wieś             | Miasteczko       | wileńsko-trocki  | Mickuny          | 202            |
|      | Łuczaj                          | Wieś             | Miasteczko       | postawski        | Leonpol          | 114            |
|      | Łużki                           | Wieś             | Miasteczko       | dziśnieński      | Łużki            | 2255           |
|      | Łyngmiany                       | Wieś             | Miasteczko       | święciański      | Kołtyniany       | 525            |
|      | Łyntupy                         | Wieś             | Miasteczko       | święciański      | Łyntupy          | 1355           |
|      | Małe Soleczniki                 | Wieś             | Miasteczko       | wileńsko-trocki  | Soleczniki       | 267            |
|      | Markowo                         | Wieś             | Miasteczko       | mołodecki        | Lebiedziewo      | 908            |
|      | Mejszagoła                      | Wieś             | Miasteczko       | wileńsko-trocki  | Mejszagoła       | 476            |
|      | Mielegiany                      | Wieś             | Miasteczko       | święciański      | Mielegiany       | 473            |
|      | Michaliszki                     | Wieś             | Miasteczko       | wileńsko-trocki  | Gierwiaty        | 1051           |
|      | Mickuny                         | Wieś             | Miasteczko       | wileńsko-trocki  | Mickuny          | 142            |
|      | Miory                           | Wieś             | Miasteczko       | brasławski       | Miory            | 730            |
|      | Mołodeczno                      | Miasto (od 1929) | Miasto (od 1929) | mołodecki        | –                | 5965           |
|      | Murowana Oszmianka              | Wieś             | Miasteczko       | oszmiański       | Polany           | 396            |
|      | Narwiliszki                     | Wieś             | Miasteczko       | oszmiański       | Dziewieniszki    | 18             |
|      | Niemenczyn                      | Wieś             | Miasteczko       | wileńsko-trocki  | Niemenczyn       | 1482           |
|      | Nowa Wilejka                    | Miasto           | Miasto           | wileńsko-trocki  | –                | 8680           |
|      | Nowe Daugieliszki               | Wieś             | Miasteczko       | święciański      | Daugieliszki     | 452            |
|      | Nowe Krzywicze                  | Wieś             | Miasteczko       | wilejski         | Krzywicze        | 22             |
|      | Nowe Święciany                  | Miasto           | Miasto           | święciański      | –                | 3867           |
|      | Nowy Miadzioł                   | Wieś             | Miasteczko       | postawski        | Miadzioł         | 990            |
|      | Nowy Pohost                     | Wieś             | Miasteczko       | brasławski       | Nowy Pohost      | 776            |
|      | Niestaniszki                    | Wieś             | Miasteczko       | wilejski         | Wiszniew         | 45             |
|      | Olkieniki                       | Wieś             | Miasteczko       | wileńsko-trocki  | Olkieniki        | 1586           |
|      | Olkowicze                       | Wieś             | Miasteczko       | wilejski         | Ilia             | 311            |
|      | Onżadowo                        | Wieś             | Miasteczko       | wileńsko-trocki  | Turgiele         | 29             |
|      | Opsa                            | Wieś             | Miasteczko       | brasławski       | Opsa             | 907            |
|      | Orany (®)                       | Wieś             | Miasteczko       | wileńsko-trocki  | Orany            | 1109           |
|      | Orzechowno (ʘ)                  | Wieś             | Miasteczko       | dziśnieński      | Orzechowno       | 301            |
|      | Ostrowiec Oszmiański            | Wieś             | Miasteczko       | wileńsko-trocki  | Worniany         | 580            |
|      | Oszmiana                        | Miasto           | Miasto           | oszmiański       | –                | 7340           |
|      | Parafianów                      | Wieś             | Miasteczko       | dziśnieński      | Parafianów       | 547            |
|      | Plisa                           | Wieś             | Miasteczko       | dziśnieński      | Plisa            | 1040           |
|      | Podbrodzie                      | Miasto           | Miasto           | święciański      | –                | 2609           |
|      | Podbrzezie                      | Wieś             | Miasteczko       | wileńsko-trocki  | Podbrzezie       | 673            |
|      | Połusze                         | Wieś             | Miasteczko       | święciański      | Kołtyniany       | 118            |
|      | Porudomino                      | Wieś             | Miasteczko       | wileńsko-trocki  | Rudomino         | 204            |
|      | Postawy                         | Wieś             | Miasteczko       | postawski        | Postawy          | 3050           |
|      | Prozoroki                       | Wieś             | Miasteczko       | dziśnieński      | Prozoroki        | 473            |
|      | Przebrodzie                     | Wieś             | Miasteczko       | brasławski       | Przebrodzie      | 472            |
|      | Radoszkowice                    | Miasto           | Miasto           | mołodecki        | –                | 2606           |
|      | Raków Mołodecki                 | Miasto           | Miasto           | mołodecki        | –                | 3538           |
|      | Rudomino                        | Wieś             | Miasteczko       | wileńsko-trocki  | Rudomino         | 373            |
|      | Rudziszki                       | Wieś             | Miasteczko       | wileńsko-trocki  | Rudziszki        | 1232           |
|      | Rymszany                        | Wieś             | Miasteczko       | brasławski       | Rymszany         | 337            |
|      | Rukojnie                        | Wieś             | Miasteczko       | wileńsko-trocki  | Rudomino         | 550            |
|      | Rzeczki                         | Wieś             | Miasteczko       | wilejski         | Kurzeniec        | 295            |
|      | Słobódka Zawierska              | Wieś             | Miasteczko       | brasławski       | Słobódka         | 848            |
|      | Smołwy                          | Wieś             | Miasteczko       | brasławski       | Smołwy           | 73             |
|      | Smorgonie                       | Miasto           | Miasto           | oszmiański       | –                | 4074           |
|      | Soły                            | Wieś             | Miasteczko       | oszmiański       | Soły             | 1168           |
|      | Spiahło                         | Wieś             | Miasteczko       | wilejski         | Wiszniew         | 128            |
|      | Stare Daugieliszki              | Wieś             | Miasteczko       | święciański      | Daugieliszki     | 201            |
|      | Stary Miadzioł                  | Wieś             | Miasteczko       | postawski        | Miadzioł         | 145            |
|      | Sużany                          | Wieś             | Miasteczko       | wileńsko-trocki  | Niemenczyn       | 36             |
|      | Szarkowszczyzna                 | Wieś             | Miasteczko       | dziśnieński      | Szarkowszczyzna  | 1471           |
|      | Szemetowszczyzna                | Wieś             | Miasteczko       | święciański      | Szemetowszczyzna | 162            |
|      | Szumsk Wileński                 | Wieś             | Miasteczko       | wileńsko-trocki  | Szumsk           | 185            |
|      | Święciany                       | Miasto           | Miasto           | święciański      | –                | 5906           |
|      | Świła                           | Wieś             | Miasteczko ►     | dziśnieński      | Plisa            | 258            |
|      | Świr                            | Wieś             | Miasteczko       | święciański      | Świr             | 1663           |
|      | Świranki                        | Wieś             | Miasteczko       | święciański      | Kiemieliszki     | 244            |
|      | Taboryszki                      | Wieś             | Miasteczko       | wileńsko-trocki  | Turgiele         | 93             |
|      | Troki                           | Miasto           | Miasto           | wileńsko-trocki  | –                | 2789           |
|      | Turgiele                        | Wieś             | Miasteczko       | wileńsko-trocki  | Turgiele         | 434            |
|      | Turmont                         | Wieś             | Miasteczko       | brasławski       | Smołwy           | 621            |
|      | Twerecz                         | Wieś             | Miasteczko       | święciański      | Twerecz          | 289            |
|      | Wiazyń                          | Wieś             | Miasteczko       | wilejski         | Wiazyń           | 579            |
|      | Widze                           | Wieś             | Miasteczko       | brasławski       | Widze            | 2326           |
|      | Wielkie Soleczniki              | Wieś             | Miasteczko       | wileńsko-trocki  | Soleczniki       | 799            |
|      | Wilejka                         | Miasto           | Miasto           | wilejski         | –                | 5720           |
|      | Wilno                           | Miasto           | Miasto           | wileński grodzki | –                | 195071         |
|      | Wiszniew Świrski                | Wieś             | Miasteczko       | wilejski         | Wiszniew         | 22             |
|      | Wojstom                         | Wieś             | Miasteczko       | wilejski         | Wojstom          | 334            |
|      | Wołkołata                       | Wieś             | Miasteczko       | postawski        | Wołkołata        | 475            |
|      | Worniany                        | Wieś             | Miasteczko       | wileńsko-trocki  | Worniany         | 324            |
|      | Zaśkiewicze                     | Wieś             | Miasteczko       | mołodecki        | Bienica          | 250            |
|      | Zaświrz (®)                     | Wieś             | Miasteczko       | święciański      | Świr             | 128            |
|      | Ziabki                          | Wieś             | Miasteczko       | dziśnieński      | Prozoroki        | 339            |
|      | Żeladź                          | Wieś             | Miasteczko       | święciański      | Żukojnie         | 31             |
|      | Żodziszki                       | Wieś             | Miasteczko       | wilejski         | Żodziszki        | 527            |
|      | Żuprany                         | Wieś             | Miasteczko       | oszmiański       | Soły             | 657            |